# Srnín
Srnín (en allemand : Sirnin) est une commune du district de Český Krumlov, dans la région de Bohême-du-Sud, en République tchèque. Sa population s'élevait à 328 habitants en 2020.

## Géographie
Srnín se trouve à 5 km au nord-est de Český Krumlov, à 18 km au sud-ouest de České Budějovice et à 138 km au sud de Prague.
La commune est limitée par Holubov au nord, par Zlatá Koruna à l'est, par Přísečná au sud, et par Kájov à l'ouest.

## Histoire
La première mention écrite de la localité remonte à 1400.